# 2012 au Vatican
Chronologie du Vatican
- 2008
- 2009
- 2010
- 2011
- 2012
- 2013
- 2014
- 2015
- 2016

2010 par pays en Europe - 2011 par pays en Europe - 2012 par pays en Europe - 2013 par pays en Europe
2010 en Europe - 2011 en Europe - 2012 en Europe - 2013 en Europe

## Chronologie

### Janvier 2012
- Vendredi 6 janvier : annonce de la tenue prochaine d'un consistoire avec la liste des 22 futurs cardinaux[1].
- Jeudi 26 janvier : ratification et adhésion du Saint-Siège à la Convention des Nations unies contre le crime international.

### Février 2012
- Dimanche 12 février : appel pressant du Pape au cours de l'Angelus aux forces présentent en Syrie pour faire cesser la violence. Il explique que le dialogue et la réconciliation prévalent pour la paix[2].
- Samedi 18 février : consistoire ordinaire avec la création de 22 nouveaux cardinaux dont 18 électeurs.

### Mars 2012
- Samedi 10 mars : Fête de saint Grégoire le Grand : Vêpres œcuméniques aux côtés de Rowan Williams primat de la communion anglicane au monastère romain de Saint-Grégoire-au-Celio marquant ainsi les bonnes relations avec la communion anglicane. Cette célébration marquant le millénaire de la fondation de l'ordre des Camaldules, Benoît XVI a appelé à prier et œuvrer constamment pour l'unité[3].

### Mai 2012
- 23 mai : Arrestation de Paolo Gabriele, majordome du pape depuis 6 ans, car il est soupçonné d'avoir divulgué des documents dans le cadre de l'Affaire des fuites au Vatican.

### Juillet 2012
- Lundi 30 juillet : promulgation du motu proprio Pulchritudinis fidei, dans lequel le pape Benoît XVI unifie la Commission pontificale pour le patrimoine culturel de l'Église avec le Conseil pontifical pour la culture[4], cette disposition est alors prévue d'entrer en vigueur le 3 novembre suivant, mettant fin à la commission.

### Septembre 2012
- Vendredi 14 septembre : Le pape Benoît XVI publie son exhortation apostolique : Ecclesia in Medio Oriente. Cette exhortation est une sorte de conclusion du synode romain sur le Moyen-Orient[5]. Cette exhortation apostolique est la quatrième et dernière signée par Benoît XVI.
- Jeudi 20 septembre : lancement officiel du site Aleteia par la Fondation pour l'évangélisation par les médias, dans le but de devenir un site de référence pour les actualités chrétiennes.

### Octobre 2012

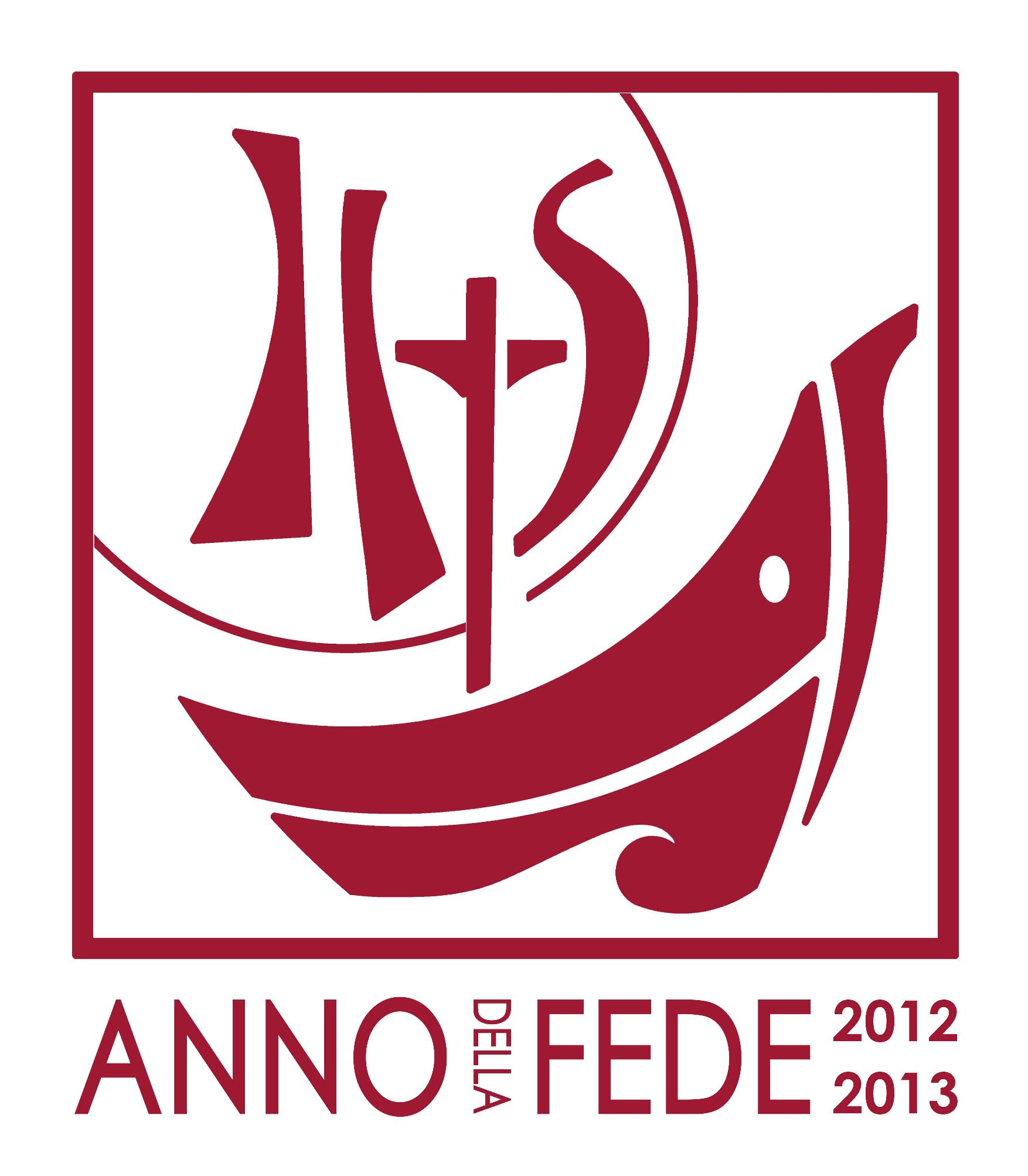
Logotype de l'année de la foi.

- Dimanche 7 octobre : ouverture du Synode des évêques sur la nouvelle évangélisation pour la transmission de la foi chrétienne. Ce synode est la XIIIe assemblée générale des pères synodaux. Ce synode rassemble plus de 400 participants dont 262 pères synodaux[6].
- Jeudi 11 octobre : célébration de la messe de l'ouverture de l'année de la foi sur la place Saint-Pierre en présence de Bartholomée Ier, patriarche de Constantinople, et de Rowan Williams, archevêque de Canterbury. Au cours de son homélie, il est revenu sur les démarches des papes pour la foi depuis le concile Vatican II, en citant notamment l'année de la foi proclamée par le pape Paul VI en 1967, et sur le jubilé de l'an 2000 par le pape Jean-Paul II[7].
- Dimanche 28 octobre : clôture du synode sur la nouvelle évangélisation[6].

### Novembre 2012
- Samedi 24 novembre : consistoire ordinaire avec la création de 6 nouveaux cardinaux.

### Décembre 2012
- Lundi 3 décembre : Lancement officiel du compte twitter du Pape : @Pontifex dans 8 langues[8].